# Línea Llobregat-Noya
La Línea Llobregat-Noya (Llobregat-Anoia oficialmente y en catalán) es una línea de Ferrocarriles de la Generalidad de Cataluña que conecta Barcelona, el Bajo Llobregat, Noya y el Bages. Por esta línea discurren 9 servicios: uno de metro, cuatro de suburbanos y cuatro de cercanías.
Bajo el nombre de Metro del Bajo Llobregat se engloban los servicios L8, S3, S4, S8 y S9, es decir todos los que transcurren entre Barcelona-Plaza España y Olesa de Montserrat.
Esta línea tiene un ancho de vía métrico (1 m), lo que les valió el apodo de carrilet (en catalán), y un sistema de alimentación por catenaria. Habitualmente los convoyes están formados por tres coches de viajeros, con el central provisto de una zona de suelo bajo y puertas accesibles para personas con movilidad reducida.
La mejora de frecuencia de paso y la apertura de nuevas estaciones en Barcelona (Ildefonso Cerdá y Europa | Fira) y en Hospitalet de Llobregat (Sant Josep), junto al soterramiento total de la línea hasta el cruce del río Llobregat (pasada la estación de Cornellà-Riera), ha permitido considerarla como metro en el tramo Barcelona-Molí Nou | Ciutat Cooperativa, con servicios cada 3-5 minutos en hora punta al juntar los servicios de las diferentes líneas metropolitanas, suburbanas y de cercanías.

## Cronología
La actual línea Llobregat-Noya de los Ferrocarriles de la Generalidad de Cataluña (FGC) está formada por la red de la antigua sociedad de Ferrocarriles Catalanes (Compañía General de los Ferrocarriles Catalanes S.A., CGFC) que se había constituido para unir las tres compañías creadoras de buena parte de esta red: Tranvía o Ferrocarril Económico de Manresa a Berga, Ferrocarril Central Catalán y Camino de Hierro del Nordeste de España. Esta antigua red de CGFC fue conocida como El Carrilet o Línea de los catalanes.
- Ferrocarril de Manresa a Guardiola, del Tranvía o Ferrocarril Económico de Manresa a Berga (TFEMB), cuyas líneas se concluyeron en 1904.
- Ferrocarril de Igualada a Martorell, del Ferrocarril Central Catalán (CC), en servicio desde el 9 de diciembre de 1902.
- Ferrocarril de Barcelona (Magoria) a Martorell, de la Compañía del Camino de Hierro del Nordeste de España (NEE), inaugurando su primer itinerario el 29 de diciembre de 1912. Estableció su estación principal en Magoria, junto a la Gran Vía de las Cortes Catalanas.
- Ferrocarril de Martorell a Manresa, de la Compañía General de Ferrocarriles Catalanes S.A.(CGFC), fundada en 1919 y que absorbió a las tres anteriores, unificando las líneas.

La línea del Bajo Llobregat, tiene el origen en una línea construida para el transporte de mercancías, especialmente de los productos mineros de la cuenca salina de Suria-Cardona, y los productos textiles de la cuenca del Llobregat y del Noya.
El 29 de julio de 1893 la línea de mercancías en cuestión enlazaba Igualada y Martorell, y el 29 de diciembre de 1912 se inauguró el tramo entre Magoria y Martorell todo él en superficie con las siguientes estaciones:
Magoria · Hospitalet · Cornellá-Riera · San Baudilio de Llobregat · San Vicente dels Horts · Pallejá · San Andrés de la Barca · Martorell-Vila · Martorell Central · Martorell Enlace
Esto permitió la explotación de la línea para transporte de viajeros desde Barcelona a Martorell e Igualada y a todas las poblaciones que ya servían los tramos inaugurados en el siglo XIX y el nuevo tramo entonces inaugurado.
En 1922 se abrió por tramos al tráfico de viajeros parte del ramal Martorell-Manresa, con las nuevas estaciones de: Abrera, Olesa de Montserrat y Monistrol de Montserrat.
Dos años después, el 22 de agosto de 1924, se abrió al tráfico de viajeros el tramo entre Monistrol de Montserrat y Manresa con tres nuevas estaciones: Castellbell i el Vilar, San Vicente-Castellgalí, Manresa-Alta y otra estación que fue sustituida al soterrar el ferrocarril en este municipio.
El 27 de mayo de 1926 se abrió la actual estación subterránea de Barcelona-Plaza España que acercó este ferrocarril al centro de Barcelona. También, en ese mismo año de 1926, se llevó a cabo el inicio de la electrificación en el tramo entre Barcelona y San Baudilio (Sant Boi del Llobregat), al que también se dotó de doble vía. El 26 de noviembre del mismo año, se construyó un ramal desde San Baudilio que lo conectaba con el Puerto de Barcelona.
En 1930 se abrió la estación de Montserrat-Aeri al construirse el teleférico conocido como Aeri de Montserrat.
El estallido de la Guerra Civil en 1936 dejó la estación en zona republicana, el CGFC es colectivizado y administrado por un comité de trabajadores de la UGT y de la CNT, haciéndose cargo de la situación ante la huida de dirigentes y consejeros. Ante la nueva situación el gobierno republicano, que ya se había incautado de las grandes compañías ferroviarias mediante un decreto de 3 de agosto de 1936, permitió que en la práctica el control recayera en comités de obreros y ferroviarios. Durante los combates en la Guerra Civil muchas de las secciones, instalaciones y materiales se encontraban en mal estado y algunas no llegaron a ser rehabilitados, como el caso del enlace de Manresa entre la estación de CGFC y la Compañía de los Caminos de Hierro del Norte de España, en la actualidad de Adif. Con la llegada de las tropas sublevadas a Cataluña en 1939, CGFC toma de nuevo el control de la empresa. Cabe destacar que la nacionalización del ferrocarril en 1941 no afectó a esta línea y nunca pasó a depender de RENFE, al no ser de ancho ibérico. 
En 1969 se inauguró la Manresa-Apeadero, en el centro de Manresa.
En los años 1970 se añadió a la línea la estación de Can Ros, que daba servicio a la localidad homónima perteneciente al término municipal de San Vicente dels Horts.
Esta línea discurría en superficie y con vía única de ancho métrico (1 m), que con el paso del tiempo se electrificó al llegar dicha tecnología, y al aumentar la frecuencia del servicio se comprobó la necesidad de duplicar la vía para que aumentasen las frecuencias, y al mismo tiempo el crecimiento de Hospitalet de Llobregat y los municipios del Bajo Llobregat más cercanos a Barcelona propiciaron las obras de soterramiento de la línea.
Este hecho, y que el 5 de septiembre del 1979 la línea pasara a manos de la Generalidad, creándose la nueva empresa de Ferrocarriles de la Generalidad de Cataluña, hizo que arrancara el proceso de modernización y sucesivo soterramiento de la línea creando nuevas estaciones. Además se modificaron los nombres de líneas y estaciones.
1985: Se soterró el primer tramo entre Sant Josep (Hospitalet de Llobregat) y San Baudilio de Llobregat, en el cual no se añadieron nuevas estaciones, tan sólo se reubicaron las ya existentes en el túnel de nueva construcción de vía doble. Se renombró la estación que quedaba en el centro de Hospitalet de Llobregat como L'Hospitalet-Av. Carrilet por el nombre de la avenida que se construyó en superficie. También se inauguró en el ya existente ramal de Manresa la estación de Manresa-Viladordis.
1987: Apertura del nuevo túnel del Gornal, con el que se crearon dos nuevas estaciones: Ildefons Cerdà y Gornal, sirviendo la segunda como punto de enlace con Rodalies de Catalunya.
1997: tras el cierre de la estación de Magoria unos años antes, se abrió el último tramo soterrado que daría lugar tres años más tarde a la creación de una línea urbana entre Barcelona y San Baudilio, ubicándose en este túnel de doble vía la estación de Magòria-La Campana, que sustituía a la antigua de Magoria.
2000: Se creó la línea urbana S3 entre Plaza España y la nueva estación de Molí Nou | Ciutat Cooperativa, resultante de la apertura de una variante en vía doble desde San Baudilio de Llobregat a Santa Coloma de Cervelló, que implicó la apertura de dos nuevas estaciones en la línea Llobregat-Noya además de la ya mencionada: Colonia Güell y Santa Coloma de Cervelló. Se inaugura la línea S8 hasta Martorell-Enllace.
20 de noviembre de 2001: Se inaugura la estación subterránea de San Andrés de la Barca (que ya existía en superficie desde 1912).
24 de abril del 2002: se inaugura la estación de El Palau, en San Andrés de la Barca, entre la estación central de dicho municipio y Martorell-Vila.
2003: Se cambió la nomenclatura de S3 por L8 al estar la línea dentro de la zona 1 y se abrió la estación de Quatre Camins, situada en el término municipal de San Vicente dels Horts, junto a la N-340, en un punto estratégico equidistante de Cervelló, Vallirana y Corbera de Llobregat.
El 13 de mayo del 2007, coincidiendo con la apertura del salón Construmat se inauguró la estación de Europa | Fira, situada entre Ildefons Cerdà y Gornal.
En octubre y noviembre de 2007 se inauguró el tramo subterráneo de la línea en Pallejá con una estación nueva en el túnel, decorada con fotografías antiguas del Carrilet en el pueblo.
Entre el mes de octubre de 2007 al 2 de febrero del 2008, a causa de un socavón en las obras de la línea de alta velocidad en Hospitalet de Llobregat, el tramo entre Hospitalet-Av. Carrilet y Plaza España estuvo sin servicio, siendo cubierto por la línea 1 de metro entre ambas estaciones y por un autobús entre L'Hospitalet-Av. Carrilet y Europa | Fira.
El 9 de febrero del 2008 se aumentaron las frecuencias de trenes en toda la línea, llegando a un intervalo de paso de 5 minutos en hora punta entre Barcelona-Plaza España y Martorell Enlace, y hasta un tren cada 20 minutos en hora punta en los ramales de Manresa e Igualada, cuando antes solo había un tren cada hora. Este refuerzo consiste en la reimplantación de los Metros Comarcales anteriormente existidos R50 y R60, con un nuevo cambio de R50 a R5 y de R60 a R6, trenes que recorren el trayecto entre Martorell-Central y Manresa-Apeadero R5 o entre Martorell-Central e Igualada R6 usando cada uno de los ramales.

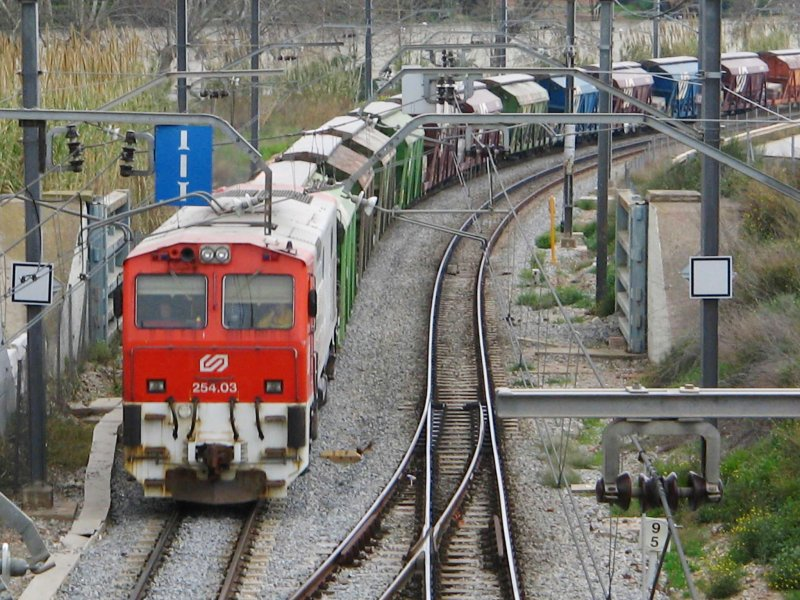
Locomotora FGC 254.03 traslados de vagones de mercancías cerca de San Baudilio

El 2 de julio del 2012 anularon los servicios de los trenes lanzaderas de Martorell-Central - Manresa-Apeadero R5 y los de Martorell-Central e Igualada R6 por sustitución de un paso de cada 30 minutos entre Barcelona-Plaza España - Manresa Apeadero R5 y lo mismo para Barcelona-Plaza España - Igualada R6 con el renacimiento de las antiguas líneas R50 y R60 con tres trenes en hora punta de la mañana dirección: Barcelona-Plaza España R50 - R60 y otros tres trenes en hora punta de la tarde dirección: Manresa-Apeadero R50 e Igualada R60.
El 20 de julio del 2017 cambia la nomenclatura de la S33 por la S3 y se crea una nueva línea, la S9.

## Orígenes

### Ferrocarril de Manresa a Guardiola de Berguedá
La zona del alto Llobregat vivía en una época de prosperidad en la segunda mitad del siglo XIX por la instalación de colonias de la industria textil y el crecimiento de la minería en la cuenca carbonífera de Berga. Pero la zona no disponía de buenas comunicaciones para el transporte. Los primeros intentos de creación de un ferrocarril se remontan a esta época, y quizá influenciados por la construcción del Ferrocarril de Barcelona a Zaragoza que pasa por Manresa. Uno de los primeros proyectos fue el estudio de la construcción de un ferrocarril de Manresa a Sallent, autorizado en 1859 a Marià Potó, pero que no tuvo continuidad. En 1862 Joan Baptista Perera solicitó la autorización para realizar estudios para la construcción de un tranvía de fuerza animal de 58 km de longitud de Manresa en Berga que comenzaría en la estación de Manresa (línea de Zaragoza) hacia Suria, Cardona y Berga. El fin de este ferrocarril era el transporte de la sal gema de Cardona y el carbón de Berga.
En el año 1868 hubo dos proyectos para la realización del Ferrocarril Manresa - Guardiola de Berguedá. Uno elaborado por Cels Xaurado i Rovira en ancho ibérico antiguo (1.672 mm); y el otro, elaborado por Carles Souton en ancho de vía estrecha. El 25 de noviembre de 1868 se otorgaba a Carbonera Española la concesión del ferrocarril según el proyecto de Carles Souton.
En 1879 el diputado provincial por Gracia, Marià Puig i Valls presentó el proyecto de un tranvía de vapor de Manresa en ancho de vía de 750 mm, que sería aprobado en 1880 y se otorgaba la concesión por 60 años a Marià Puig i Valls. Poco tiempo después se otorgó a Carbonera Española la concesión del Ferrocarril Manresa-Guardiola, proyecto que había sido olvidado durante trece años y que resurgió con el tranvía de vapor. Ambas líneas eran paralelas y en muchos lugares tenían el mismo trazado.
Puig y varios propietarios e industriales de Barcelona y, entre ellos Rosal y Pons Enrich, constituyeron la sociedad Tranvía o Ferrocarril Económico de Manresa a Berga (TFEMB) a la que se transfirió la concesión que había sido otorgada a Puig. Las obras comenzaron en el verano de 1881, pero el proyecto se tuvo que replantear, ya que había difíciles rampas y curvas para la explotación de la línea. En 1882 se presentó el replanteamiento del proyecto que ya no finalizaba en Manresa, sino para terminar en la Colonia Rosal, donde uno de los accionistas tenía la fábrica. La reacción popular hizo peticiones al gobierno de la nación para que no se otorgara ni la autorización del proyecto ni la declaración de utilidad pública. La compañía, que tampoco estaba del todo convencida, contrató a los ingenieros Pau y Artur Guasch para que hicieran un estudio y replantear el trazado.
Entre 1901 y 1914 fueron aumentando los problemas financieros del TFEMB en parte por la prolongación de la línea hasta Guardiola de Berguedá. En 1914 un grupo belga compró la mayoría de las acciones de la compañía con la intención de crear una red de ferrocarriles secundarios de unos 175 km, para hacerlo también quería encargarse de la explotación de los ferrocarriles de Igualada a Martorell (CC) y Barcelona a Martorell (NEE) y la construcción de un ferrocarril entre Martorell y Manresa para unirlos. Con la llegada de la Primera Guerra Mundial y el hecho de que la compañía estuviera en manos belgas (estado aliado) provocó numerosos problemas en la explotación. En 1919 el mismo grupo creó la Compañía General de Ferrocarriles Catalanes (CGFC) y la sociedad adquirió TFEMB, que seguiría existiendo como sociedad independiente, y CGFC se hizo cargo a partir de 1920 de la explotación de la línea.

### Ferrocarril de Igualada a Martorell

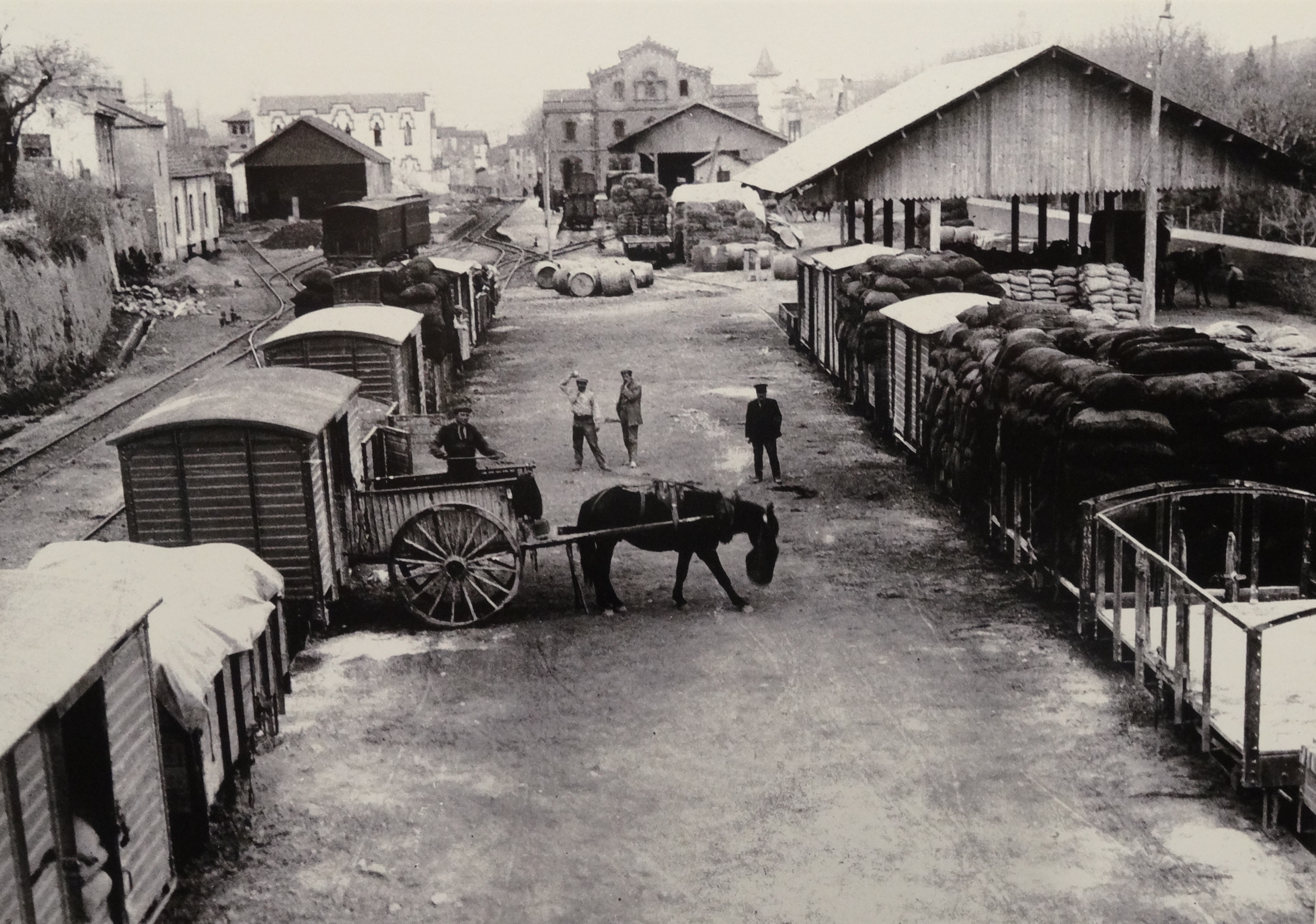
Zona de carga en la estación de tren en Igualada (1924)

Igualada a mediados del siglo XIX era una población pujante basada en la industria algodonera. Esta iría decayendo poco a poco debido a la falta de competitividad de su producción, lo que llevó la población a pensar que su puesto puntero debía ser mediante la creación de un ferrocarril.
En 1890 se constituyó la Compañía del Ferrocarril Central Catalán S.A. (CC) la cual donó a Roesset parte del capital de la compañía a cambio de aportar los derechos del "carrilet", las concesiones, los estudios y las obras ya iniciadas del ferrocarril. Se reanudaron las obras rápidamente y en agosto de 1891 ya trabajaban unos trescientos trabajadores y llegaban a Sant Esteve Sesrovires. En enero de 1892 se montaron los puentes y en el mes de septiembre llegaban las locomotoras desde Bélgica. En octubre llegaba a Masquefa la primera locomotora, unas semanas después a Piera y Capellades y en diciembre a La Pobla de Claramunt e Igualada. Tras autorizar la explotación, la línea se inauguraba el 29 de julio de 1893.
La explotación de la línea no fue satisfactoria, ya que eran habituales los retrasos pero esto se solucionó cuando en 1912 se conectaron las vías del CC con las del ferrocarril de Barcelona a Martorell de NEE, iniciando el transbordo a Martorell-Enlace el 1 de septiembre de 1913. En 1914 comenzaban los primeros trenes directos de Barcelona a Igualada. La compañía CC pasaba por una difícil situación financiera que se vio agravada con la Primera Guerra Mundial. Cuando se fundó la Compañía General de Ferrocarriles Catalanes (CGFC) en 1919 y después de que ésta asumiera la explotación, las dos compañías iniciaron un proceso de fusión que se tradujo en la venta de la mayoría de las acciones de CC a CGFC, que finalmente compró la totalidad de la compañía en 1921 y disolviendo la Compañía del Ferrocarril Central Catalán (CC).

### Ferrocarril de Barcelona a Martorell
El Bajo Llobregat durante la segunda mitad del siglo XIX tuvo un fuerte desarrollo económico y demográfico y se hizo patente la necesidad de construir un sistema de transportes que uniera el Bajo Llobregat con Barcelona. En 1880 ya existían las líneas de Barcelona-Vilanova y Barcelona-Vilafranca-Tarragona pero no daban cobertura a buena parte de la comarca, sobre todo las de la margen derecha del Río Llobregat.
Varios propietarios e industriales crearon la sociedad Crédito Marítimo que realizó el proyecto Ferrocarriles-Tranvías del Bajo Llobregat (FTBLL) y en 1882 solicitó la concesión y en 1884 fue aprobado el proyecto por Real Orden. Este proyecto pretendía construir una línea de Barcelona a Vallirana con tres ramales, de Cornellá a Sant Feliu, de San Baudilio de Llobregat a El Prat y de San Vicente dels Horts a San Andrés de la Barca.
Más tarde se modificó el nombre de la sociedad para llamarse Ferrocarriles Económicos del Bajo Llobregat. Las obras no se finalizaron según los plazos prescritos, que solicitó varias prórrogas, pero a inicios del siglo XX los problemas de la sociedad acabaron con la venta de la concesión en 1906 a Ferran Gillis y Sadoul. En 1907 se constituyó en Bruselas la sociedad Chemin de Fer du Noreste de l'Espagne que luego fundó la Tramways Union. Esta última recibió la concesión de los Ferrocarriles-Tranvías del Bajo Llobregat, ya que Gillis había actuado en nombre de la Tramways Union.
En 1908 se otorgó a la compañía Camino de Hierro del Nordeste de España (NEE), que había castellanizado su nombre, la concesión de un ferrocarril de Martorell a San Vicente de Castellet con dos ramales, uno a San Andrés de la Barca y otro hasta Manresa. Trece días más tarde se autorizaba la transferencia de la concesión del ferrocarril de Vallirana a Barcelona y ramales de Tramways Union, a NEE. La compañera replanteó los dos proyectos para convertirlo de tranvía en ferrocarril secundario e inició la construcción del ferrocarril de Barcelona a Martorell. A finales de 1911 las obras estaban casi finalizadas y viendo que no podía construir todos los ramales en 1912 modificó las concesiones para convertirse en una sola llamada «Barcelona–Manresa con ramal a Vallirana». El 29 de diciembre de 1912, inauguraron el ferrocarril entre Magoria y Martorell-Enlace.
En 1914 NEE entró en crisis por la liquidación del principal apoyo de la compañía, el Banco Franco-Americano. El estallido de la Primera Guerra Mundial también trajo problemas a la compañía, ya que tenía su sede en Bélgica. Dado sus problemas financieros, una vez pasada la guerra y la constitución de Compañía General de Ferrocarriles Catalanes (CGFC) en 1919, llevó a que ésta asumiese la explotación de la línea y el inicio de la fusión. Los accionistas de los Ferrocarriles Catalans (CGFC) adquirieron el capital de NEE, que transfirió la concesión del ferrocarril a CGFC con la disolución final de NEE.
La compañía solicitó un ramal hasta el Puerto de Barcelona desde el apeadero de La Bordeta hasta el puerto. El 22 de febrero de 1922 se le otorgó la concesión.

### Ferrocarril de Martorell a Manresa y unión de las líneas
Debido a los problemas de explotación en los tres ferrocarriles del valle del Llobregat, se iniciaron los trámites de fusión de las compañías existentes mediante la creación de una nueva entidad. El 14 de junio de 1919 se creó la Compañía General de Ferrocarriles Catalanes S.A.(CGFC), llamada a menudo Ferrocarrils Catalans. Ésta comenzó la explotación de los tres ferrocarriles, más tarde absorbió el resto de empresas y reinició las obras del ferrocarril de Martorell a Manresa.
El 29 de marzo de 1922 se inauguraba el tramo entre Martorell y Olesa de Montserrat y el 29 de octubre hasta Monistrol de Montserrat.

## Clausuras y transferencia a FEVE
La decadencia de la CGFC se inició con el cierre de la línea entre Olván y Guardiola de Berguedá el 2 de mayo de 1972, a consecuencia de la construcción del pantano de La Baells. Esto privó a la red de los importantes tráficos generados por la comarca del Bergadá. A ello se añadió la creciente competencia del transporte por carretera, tanto el privado como el público, el cual ofrecía servicios más frecuentes y con horarios más adecuados. Por ello, el Gobierno de España decidió clausurar la línea entre Manresa-Alta y Olván desde el 1 de julio de 1973, quedando abierta sólo la sección entre Manresa-Alta y Balsareny por los trenes de mercancías (este tramo se clausuró definitivamente en el año 1976). La crisis económica de mediados de los años setenta y el aumento de los déficits de explotación llevaron a la CGFC a solicitar ayudas estatales, que le fueron concedidas el 3 de diciembre de 1976 en forma de subvención. Finalmente, sin embargo, siendo incapaz de enderezar la situación, pidió el rescate avanzado de las concesiones, que pasaron a manos de la empresa pública FEVE el 1 de enero de 1977.
FEVE, como venía haciendo habitualmente desde años atrás, estudió el cierre de parte de las líneas, especialmente las más degradadas y con un mayor déficit de explotación. Estuvo a punto de ser cerrado el tramo entre Martorell-Enlace e Igualada, y también el tramo entre la Plaza España de Barcelona y L'Hospitalet de Llobregat. Hubo movimientos de protesta contra estos cierres, especialmente activo en el caso de la línea de Igualada. A pesar de ello, se llegó a cerrar el tramo urbano de Igualada, construyendo una nueva estación a las afueras de la ciudad.
Tras el restablecimiento de la Generalidad de Cataluña, un Real Decreto del 28 de julio de 1978 le transfirió las competencias en materia de transporte, haciéndose cargo de la explotación del Carrilet desde el 2 de noviembre, de manera transitoria desde la Consejería de Política Territorial y Obras Públicas.

## Creación de FGC y mejoras

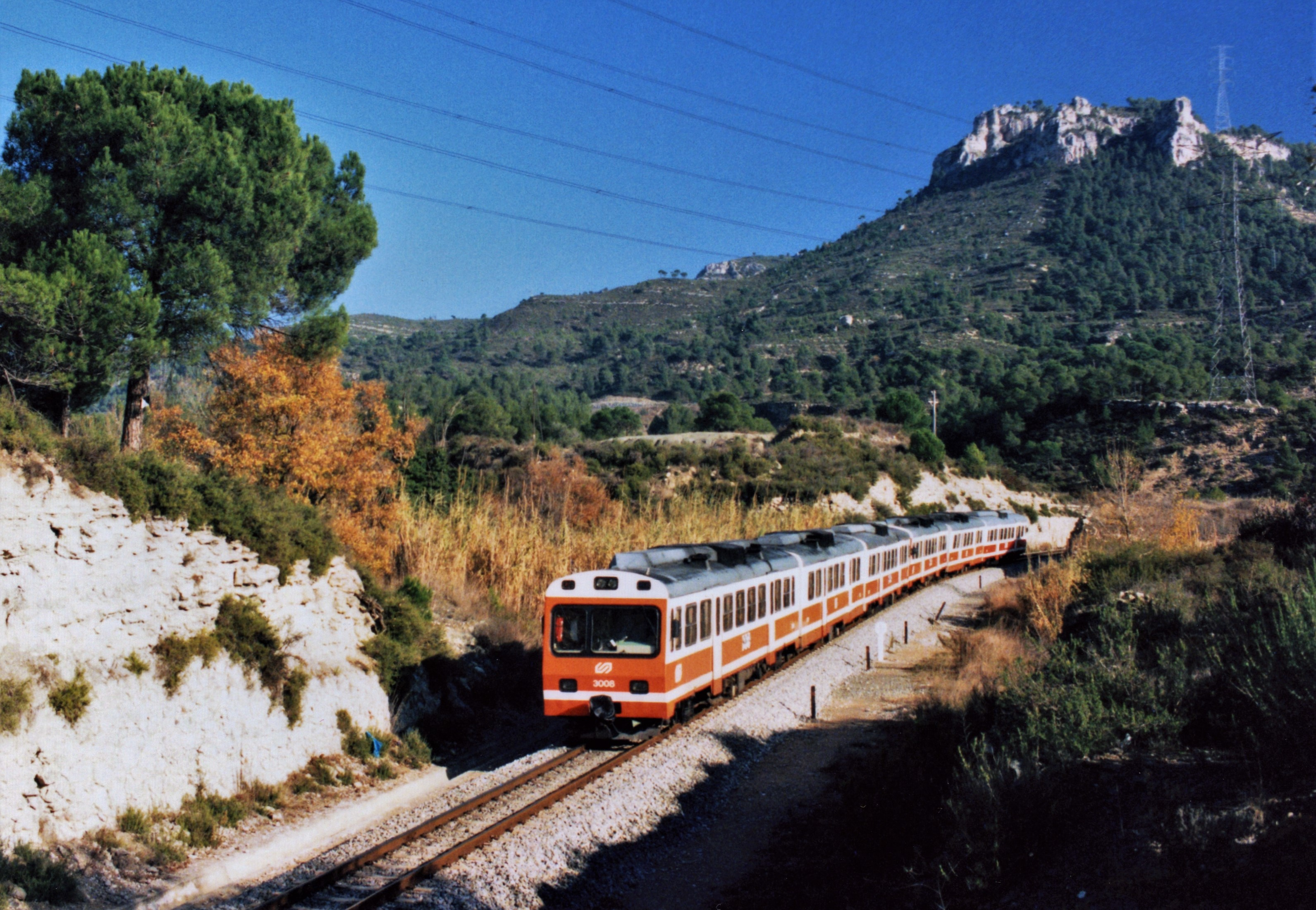
La línea se salva del cierre en 1979 y pasa a ser explotada por FGC.

Ferrocarriles de la Generalidad de Cataluña (FGC) se constituyó el 5 de septiembre de 1979 para gestionar la explotación de varias líneas históricas transferidas por el Gobierno de España a la Generalidad de Cataluña, y se considera heredera de las compañías de los Ferrocarriles Catalanes (Línea Llobregat-Noya) y Ferrocarriles de Cataluña-FCC (Línea Barcelona-Vallés). FGC implantó una serie de mejoras en las líneas que gestionaba, en la década de 1990 los dos gobiernos firmaron un convenio para financiar infraestructuras de transporte y FGC constituyó el llamado "Metro del Baix Llobregat", estableciendo frecuencias más elevadas. Se renovaron varios tramos para aumentar la velocidad y mejora del mantenimiento de la infraestructura. Entre 1996 y 1999 se electrificó el tramo entre Martorell-Enlace e Igualada.

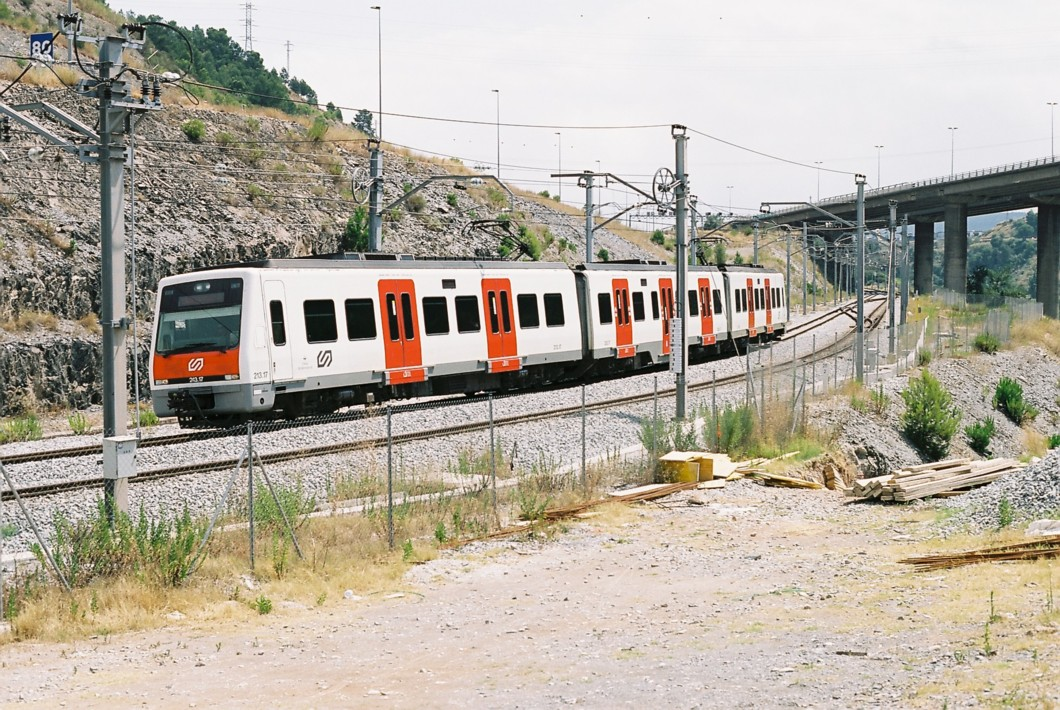
Desdoblamiento de la vía hasta Martorell en 2006.

Se realizaron trabajos de desdoblamiento, primero en 1997 entre Plaza España e Ildefonso Cerdá, en 2000 entre San Baudilio (Sant Boi) y Santa Coloma de Cervelló, en 2001 en San Andrés de la Barca, en 2005 en Martorell-Enlace, en 2006 entre Palau y Martorell-Vila y en 2007 en Pallejà suponiendo doble vía en todo el trazado entre Barcelona y Martorell. Finalmente, en 2008, entró en servicio la segunda vía de Martorell en Olesa.
Entraron en funcionamiento en 2002 la estación de Palau y en 2003 la estación de Quatre Camins. También se abrieron dos nuevos intercambiadores en 2007: la estación de Europa Fira (con la llegada prevista de la línea 9) y Martorell-Central con enlace con los trenes de cercanías de Renfe Operadora. Las frecuencias hasta el año 2007 eran de unos siete minutos y medio y en hora valle de diez minutos, con el "Metro del Baix Llobregat" se pasaron a frecuencias de tres minutos hasta San Baudilio de Llobregat. Incrementando colateralmente el viaje en diez minutos a servicios de cercanías de la Línea Llobregat-Noya.
Las obras de la línea de alta velocidad Madrid-Barcelona desplazaron el 20 de octubre de 2007 un muro del túnel de la Línea Llobregat-Noya a la altura de la estación de El Gornal, que provocó un caos ferroviario en el área metropolitana de Barcelona. Las obras que llevaba a cabo el Ministerio de Fomento provocaron cinco derrumbes en el mes de octubre en dos semanas, que provocaron el corte de las líneas de Cercanías de Barcelona de Renfe Operadora y la Línea Llobregat-Noya de FGC. El último corrimiento de terreno, que provocó el desplazamiento del muro del túnel de FGC, fue el más grave de todos, entre las paradas de Europa | Fira y Avenida Carrilet. El operativo de emergencia de sustitución se compuso de unos doscientos autobuses y la gratuidad de los servicios afectados. El servicio de la línea no se restableció hasta la última semana de febrero del 2008, cuatro meses después del corte ferroviario.

## Ampliaciones

Esquema de la línea 8 y futura ampliación hasta la Estación de Gracia.

En 1997 se creó la Autoridad del Transporte Metropolitano (ATM), aglutinando diferentes administraciones responsables, iniciándose el planeamiento de forma más global, integrando las líneas de Renfe, FGC, TMB (FMB y Bus). El Plan Director de Infraestructuras 2001-2010 elaborado por la ATM fue aprobado en 2002, y preveía una prolongación para la línea Llobregat-Noya entre Barcelona - Pl. España y la Plaza Gala Placidia donde enlazaría con la estación de Gracia, con un total de tres estaciones y 3,8 km de longitud, con enlace a Entença (L5) y Francesc Macià (Trambaix ), con el objetivo de "facilitar el acceso de los usuarios de la línea Llobregat-Noya al centro de Barcelona, así como incrementar la cobertura territorial del oeste de l'Eixample" y "conectar con las líneas de Balmes y del Vallés".
Posteriormente se firmó el "Pacto nacional para las infraestructuras" y la ATM cambió el proyecto anterior al Plan Director de Infraestructuras 2009-2018, con el mismo recorrido hasta Gracia y ampliándolo hasta diez estaciones hacia Parque del Besós, con una longitud total de 10,9 km, enlazando con Entença (L5), Francesc Macià (Trambaix), Gracia (FGC), Joanic (L4), Sagrada Familia (L2 y L5), Glòries (L1 y Trambesós), Pedro IV (Trambesós), Besòs Mar (L4) y Parque del Besós (Trambesós).
En el PDI 2009-2018 se recoge también una nueva línea Poblenou-UAB, que podría ser de carácter independiente o, según recomienda el PDI, ser una segunda prolongación de la línea, que conectaría la línea Llobregat-Noya y la línea Barcelona-Vallés. Esta línea tendría 14,4 km de longitud y 8 estaciones, y enlazaría con Bac de Roda (L2), La Sagrera (L1, L4, L5, L9 y R3 y R4 de Cercanías), Maragall (L4 y L5), Mundet (L3), Cerdanyola Universidad (R7 y R8 de Cercanías), UAB (FGC).
En 2005 se iniciaron los estudios de la prolongación de la Línea Llobregat-Noya entre Plaza España, Francesc Macià, Gracia y Besós.

## Líneas
| Red        | Línea | Recorrido                                                     | Frecuencia de paso (horas valle)* |
| ---------- | ----- | ------------------------------------------------------------- | --- |
| Metro      |       | Barcelona-Plaza España - Molí Nou \| Ciutat Cooperativa       | un tren cada 4 minutos y medio |
| Suburbanas |       | Barcelona-Plaza España - Can Ros                              | un tren cada 7 minutos y medio |
| Suburbanas |       | Barcelona-Plaza España - Olesa de Montserrat                  | 60 minutos entre Barcelona-Plaza España - Olesa de Montserrat Menos entre las 13h a las 14h, sin ningún servicio S4 en dirección: Barcelona-Plaza España y tampoco de las 12h a las 13h, sin ningún servicio S4 en dirección: Olesa de Montserrat Con la excepción entre las 15h hasta las 16h con un servicio de cada 30 minutos de la S4 dirección: Barcelona-Plaza España y también entre las 12h hasta las 13h con un servicio de cada 30 minutos de la S4 dirección: Olesa de Montserrat |
| Suburbanas |       | Barcelona-Plaza España - Martorell Enlace                     | un tren cada 9 minutos |
| Suburbanas |       | Barcelona-Plaza España - Quatre Camins                        | 3 trenes a las 6:40h - 6:50h - 7:40h dirección: Quatre Camins y otros 3 trenes a las 7:16h - 7:24h - 8:16 dirección: Barcelona-Plaza España |
| Cercanías  |       | Barcelona-Plaza España - Martorell Enlace - Manresa-Baixador  | 30 minutos (entre Barcelona-Plaza España y Manresa-Baixador) |
| Cercanías  |       | Barcelona-Plaza España - Martorell-Central - Manresa-Baixador | 3 trenes a las 6:19h - 7:19h - 8:19h dirección: Barcelona-Plaza España y otros 3 trenes a las 17:41h - 18:41h - 19:41 dirección: Manresa-Baixador |
| Cercanías  |       | Barcelona-Plaza España - Martorell Enlace - Igualada          | 30 minutos (entre Barcelona-Plaza España e Igualada) |
| Cercanías  |       | Barcelona-Plaza España - Martorell-Central - Igualada         | 3 trenes a las 6:13h - 7:13h - 8:13h dirección: Barcelona-Plaza España y otros 3 trenes a las 17:26h - 18:26h - 19:26 dirección: Igualada |

Nota: Las frecuencias de paso indicadas en la tabla corresponden a las horas valle (de 9 de la mañana a 10 de la noche).
En hora punta (de 6 a 9 de la mañana), se amplían los servicios de todas las líneas y los trenes de la línea   llegan hasta Can Ros. Durante estas horas, las frecuencias de paso son las siguientes:
- Tramo Barcelona-Plaza España - Molí Nou | Ciutat Cooperativa - Can Ros: cada 3 minutos.
- Tramo Can Ros - Martorell Enlace: cada 5 minutos.
- Tramo Martorell Enlace - Olesa de Montserrat: cada 12 minutos.
- Tramo Olesa de Montserrat - Manresa-Apeadero: cada 20 minutos.
- Tramo Martorell Enlace - Igualada: cada 20 minutos.

Además de estas líneas, FGC gestiona el Tren Cremallera de Montserrat y el Teleférico Olesa-Esparraguera, que tienen correspondencia con estaciones de las líneas del bloque Llobregat-Noya. El Tren Cremallera acerca a lugares de interés turístico de la Montaña de Montserrat, y el Teleférico acerca el ferrocarril a los habitantes de Esparraguera y es el único teleférico no turístico de Cataluña.

## Estaciones de la red
El Tramo común Barcelona-Martorell, está servido en su totalmente por las líneas S3 (hasta Can Ros), S4, S8 y S9 (hasta Quatre Camins) En tramo está incluidas la línea de metro de FGC, la L8. Las líneas R5 y R6 no efectúan parada en todas las estaciones de este tramo y la R50 y R60 fueron líneas suprimidas, pero han vuelto de nuevo para tener menor tiempo de recorrido al tener que parar en menos estaciones que las R5 y R6, pero las líneas R50 y R60 tan solo son un refuerzo de un tren a la hora durante 3h dirección Barcelona por la mañana y por la tarde lo mismo pero dirección Manresa e Igualada.
El Ramal de Manresa, está servido en su totalidad por las líneas R5 y R50, y la S4 llega hasta Olesa de Montserrat.
El Ramal de Igualada, está servido en su totalidad por las líneas R6 y R60.
| Estación                          | Líneas que efectúan parada | Enlaces                       | Municipio                  | Zona |
| --------------------------------- | -------------------------- | ----------------------------- | -------------------------- | ---- |
| Tramo común Barcelona - Martorell |                            |                               |                            |      |
| Barcelona-Plaza España            |                            |                               | Barcelona (Sants-Montjuïc) | 1    |
| Magòria-La Campana                |                            |                               | Barcelona (Sants-Montjuïc) | 1    |
| Ildefons Cerdà                    |                            |                               | Hospitalet de Llobregat    | 1    |
| Europa \| Fira                    |                            |                               | Hospitalet de Llobregat    | 1    |
| Gornal                            |                            |                               | Hospitalet de Llobregat    | 1    |
| Sant Josep                        |                            |                               | Hospitalet de Llobregat    | 1    |
| Hospitalet-Av. Carrilet           |                            |                               | Hospitalet de Llobregat    | 1    |
| Almeda                            |                            |                               | Cornellá de Llobregat      | 1    |
| Cornellà-Riera                    |                            |                               | Cornellá de Llobregat      | 1    |
| San Baudilio                      |                            |                               | San Baudilio de Llobregat  | 1    |
| Molí Nou \| Ciutat Cooperativa    |                            |                               | San Baudilio de Llobregat  | 1    |
| Colonia Güell                     |                            |                               | Santa Coloma de Cervelló   | 2B   |
| Santa Coloma de Cervelló          |                            |                               | Santa Coloma de Cervelló   | 2B   |
| San Vicente dels Horts            |                            |                               | San Vicente dels Horts     | 2B   |
| Can Ros                           |                            |                               | San Vicente dels Horts     | 2B   |
| Quatre Camins                     |                            |                               | San Vicente dels Horts     | 2B   |
| Pallejà                           |                            |                               | Pallejá                    | 2B   |
| San Andrés de la Barca            |                            |                               | San Andrés de la Barca     | 2B   |
| El Palau                          |                            |                               | San Andrés de la Barca     | 2B   |
| Martorell Vila \| Castellbibal    |                            |                               | Castellbisbal              | 2B   |
| Martorell-Central                 |                            |                               | Martorell                  | 3B   |
| Martorell Enlace                  |                            |                               | Martorell                  | 3B   |
| Bifurcación de la línea           |                            |                               |                            |      |
| Ramal Manresa                     |                            |                               |                            |      |
| Abrera                            |                            |                               | Abrera                     | 3B   |
| Olesa de Montserrat               |                            | Teleférico Olesa-Esparraguera | Olesa de Montserrat        | 3B   |
| Aeri de Montserrat                |                            | Aeri de Montserrat            | Monistrol de Montserrat    | 4Z   |
| Monistrol de Montserrat           |                            | Tren cremallera de Montserrat | Monistrol de Montserrat    | 4Z   |
| Castellbell y Vilar               |                            |                               | Castellbell y Vilar        | 5E   |
| San Vicente-Castellgalí           |                            |                               | San Vicente de Castellet   | 5E   |
| Manresa-Viladordis                |                            |                               | Manresa                    | 6C   |
| Manresa-Alta                      |                            |                               | Manresa                    | 6C   |
| Manresa-Baixador                  |                            |                               | Manresa                    | 6C   |
| Ramal Igualada                    |                            |                               |                            |      |
| Sant Esteve Sesrovires            |                            |                               | San Esteban de Sasroviras  | 3B   |
| La Beguda                         |                            |                               | Masquefa                   | 4C   |
| Can Parellada                     |                            |                               | Masquefa                   | 4C   |
| Masquefa                          |                            |                               | Masquefa                   | 4C   |
| Piera                             |                            |                               | Piera                      | 4C   |
| Vallbona                          |                            |                               | Vallbona                   | 5C   |
| Capellades                        |                            |                               | Capellades                 | 5C   |
| La Pobla de Claramunt             |                            |                               | La Pobla de Claramunt      | 5C   |
| Vilanova del Camí                 |                            |                               | Vilanova del Camí          | 6B   |
| Igualada                          |                            |                               | Igualada                   | 6B   |

## Servicios de mercancías
Actualmente, FGC opera dos servicios de transporte de mercancías en esta línea:
- Transporte de potasa entre las estaciones de Suria y el Puerto de Barcelona. Circulan tres trenes diarios (mañana, tarde y noche), de lunes a viernes, formados por un máximo de 20 vagones tolva de la serie 62.000, remolcados por una locomotora de la serie 254. Con la composición máxima, tienen una longitud de 270 metros, y un peso máximo de 1.200 toneladas.
- Transporte de automóviles nuevos de SEAT entre la factoría situada en Martorell, y el Puerto de Barcelona. Circulan tres trenes diarios (mañana, tarde y noche), de lunes a viernes, formados por una composición de siete vagones de la serie 65.000, remolcados por una locomotora de la serie 254. Estos trenes tienen una longitud de 400 metros, y un peso de unas 650 toneladas.